# Andrelândia (ort)
Andrelândia är en ort i Brasilien.   Den ligger i kommunen Andrelândia och delstaten Minas Gerais, i den sydöstra delen av landet, 800 km sydost om huvudstaden Brasília. Andrelândia ligger 964 meter över havet och antalet invånare är 10 079.
Terrängen runt Andrelândia är platt åt nordväst, men åt sydost är den kuperad. Runt Andrelândia är det glesbefolkat, med 11 invånare per kvadratkilometer..
Omgivningarna runt Andrelândia är huvudsakligen savann.